# Sinar Mas
Sinar Mas est un conglomérat indonésien possédant notamment Asia Pulp & Paper et PT Smart. Asia Pulp & Paper, l'une de ses branches, est célèbre pour le rythme de la déforestation qu'elle impulse en Indonésie. 

## Atteinte à l'environnement et aux droits de l'homme
Sinar Mas est devenue selon le Sydney Herald l'archétype de la société qui inflige tous les dommages imaginables à l'environnement.
En 2018, le vice-président de Sinar Mas Agro a été condamné pour corruption au Kalimantan par la Commission de lutte contre la corruption (Corruption Eradication Commission) de Jakarta.

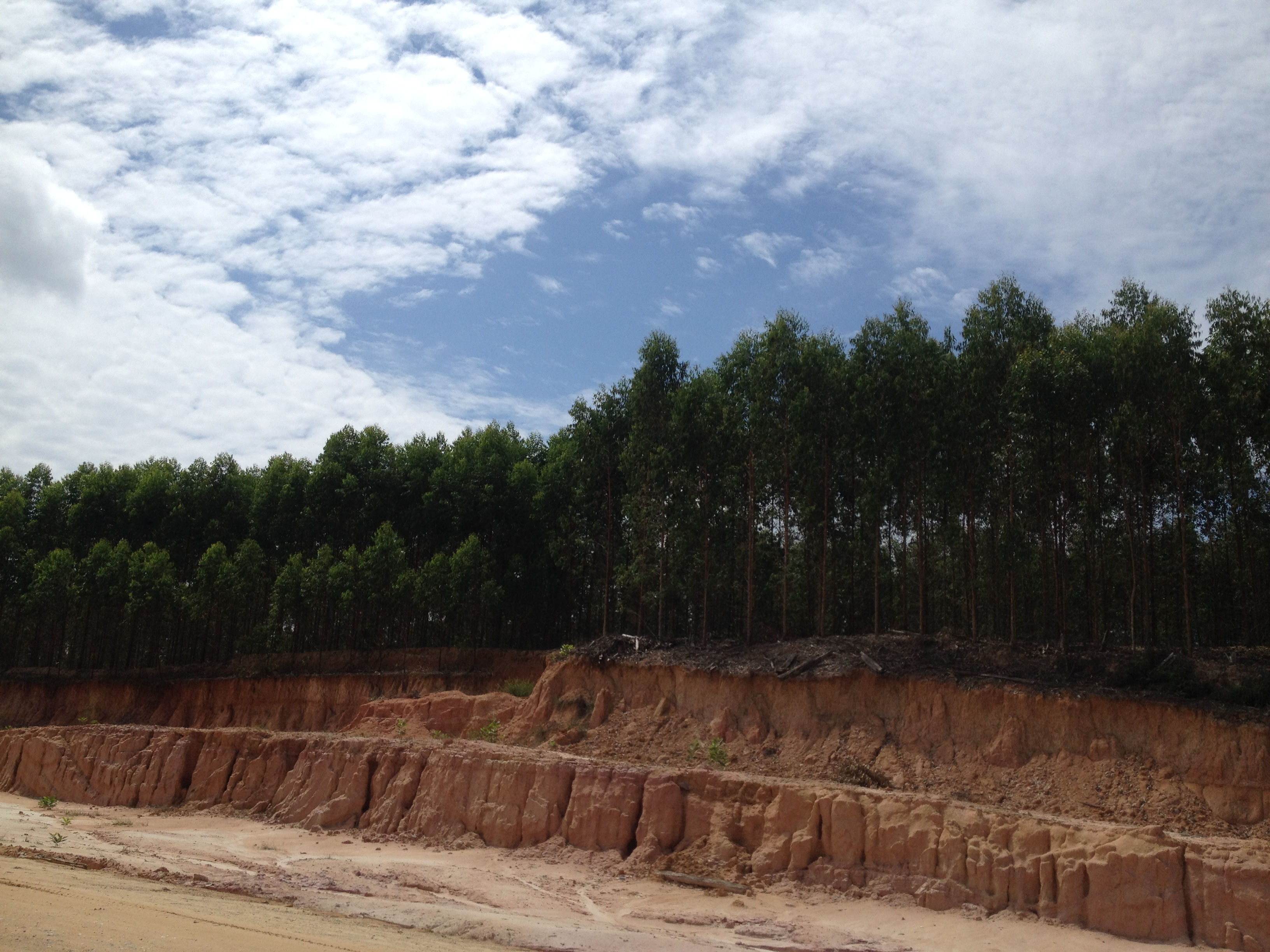
Hutan Tanam Industri Bengkalis, une plantation de forpet industrielle exploitée par PT Arara Abadi, une entreprise du groupe Sinar Mas, à Bengkalis

### Déforestation  en Afrique
En 2018, Sinar Mas a étendu son pouvoir de nuisance en réalisant des opérations de déforestation au Liberia par l'intermédiaire de sa filiale locale GVL (Golden Veroleum Liberia).
GLV est aussi mise en cause en 2018 pour la violation des droits de l'homme au Libéria.